# Berta Gobelijn
Berta Gobelijn is het 183ste stripverhaal van Jommeke. De reeks wordt getekend door striptekenaar Jef Nys. Scenarist is Jan Ruysbergh.

## Verhaal
Met een taxi komt een dame aan bij professor Gobelijn. Ze stelt zich voor als Berta Gobelijn, de tweelingzus van Jeremias. Als Jommeke langskomt legt ze alles uit. Bij haar geboorte werd ze ontvoerd door een kinderloos Amerikaans echtpaar. Op het sterfbed van haar stiefvader kreeg ze te horen dat ze nog een broer had. Ze is ook geleerd en ze gaat samen met haar broer aan een formule werken. Intussen ruikt Flip echter onraad. Op Berta's kamer ontdekt hij zendapparatuur. Even later is de formule klaar. Berta gaat naar haar kamer en meldt dat aan iemand via die zendapparatuur. Ze neemt haar pruik en masker
af. Dan komt onverwacht Gobelijn binnen. Zijn valse zus slaat hem neer en neemt het mee naar New York (Verenigde Staten). Aan de deur hangt hij een briefje met de boodschap dat ze samen op wereldreis zijn. Als Jommeke en zijn vrienden later langskomen gaan ze binnen eens
rondkijken. Ze ontdekken een vergeten koffer met het adres van een zekere professor Bertus Bernardus in New York. Met de vliegende bol gaan ze erheen. Die Bertus is eigenlijk Berta en als Jommeke aanbelt verkleedt hij zich weer. Hij neemt hen mee in de metro en laat ze daar achter. Ze komen hem echter weer op het spoor en dan ontmaskert ze zichzelf. Terug aan het appartement van Bertus geraakt Jommeke binnen met de glazenwasser.
Bertus betrapt hen en wil hen doden door ze in een lift te zetten en de kabels van de lift door te knippen. Eerst legt ze nog uit dat het hem te doen was om de formule. Die kreeg ze zelf niet voltooid en daarom had ze Gobelijn nodig. Omdat ze ze zelf niet af kreeg was ze ontslagen door haar werkgever en wilde ze wraak nemen. De glazenwasser zag echter hoe ze Jommeke met een pistool bedreigde en kan Jommeke en zijn vrienden redden. Bertus en diens handlanger worden ingerekend. Tot slot keren Jommeke, Filiberke, de Miekes en professor Gobelijn terug huiswaarts.

## Achtergronden bij het verhaal
- Op pagina 39, een verwijzing naar King Kong, een fictieve enorme gorilla.
- Jommeke en zijn vrienden reizen naar New York, waar ze voorbij het Vrijheidsbeeld vliegen.